# Cyrtinus sandersoni
Cyrtinus sandersoni es una especie de escarabajo longicornio del género Cyrtinus, tribu Cyrtinini, orden Coleoptera. Fue descrita científicamente por Howden en 1959.

## Descripción
Mide 2,1-2,4 milímetros de longitud.

## Distribución
Se distribuye por Jamaica.